# 아드보카트

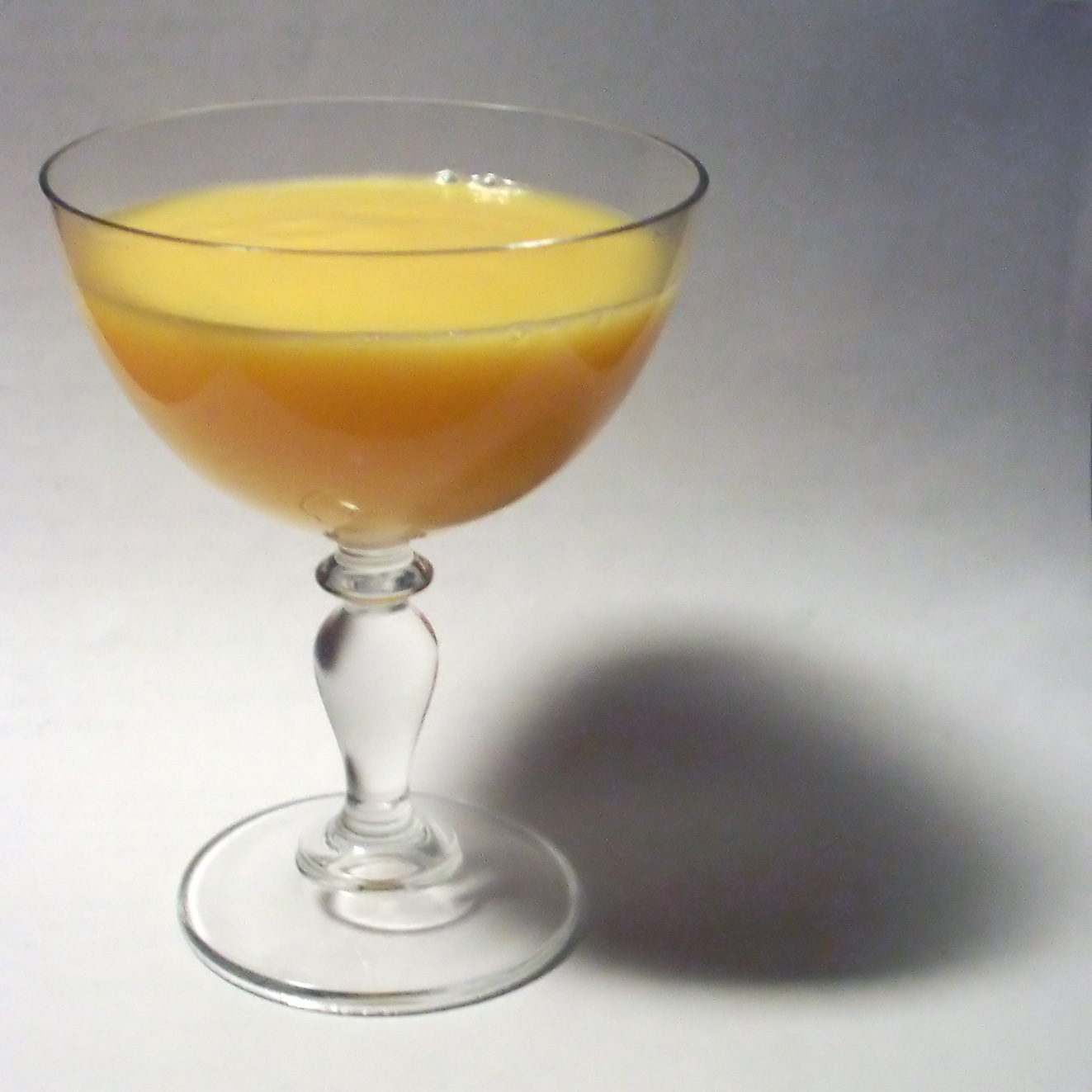
아드보카트

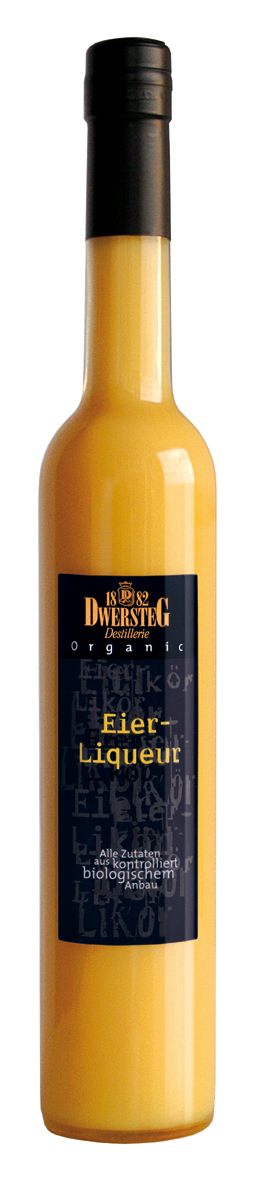
아드보카트가 들어있는 병

아드보카트(네덜란드어: Advocaat 앗보카트[*])는 달걀 노른자, 스피릿, 설탕, 브랜디, 바닐라로 만드는 네덜란드의 리큐어이다. 남아메리카에 정착한 네덜란드 사람들이 아보카도 과육을 써서 처음으로 만들었는데, 네덜란드로 넘어가면서 귀한 아보카도 대신 노른자를 썼다. ‘아드보카트’란 네덜란드어로 아보카도를 부르는 말이다.